# Bur Buntul Gading
Bur Buntul Gading är ett berg i Indonesien.   Det ligger i provinsen Aceh, i den västra delen av landet, 1 600 km nordväst om huvudstaden Jakarta. Toppen på Bur Buntul Gading är 2 504 meter över havet, eller 495 meter över den omgivande terrängen. Bredden vid basen är 12,9 km.
Terrängen runt Bur Buntul Gading är bergig österut, men västerut är den kuperad. Runt Bur Buntul Gading är det mycket glesbefolkat, med 7 invånare per kvadratkilometer. I omgivningarna runt Bur Buntul Gading växer i huvudsak städsegrön lövskog.